# 斯洛克斯塔倫山
斯洛克斯塔倫山（英語：Slokstallen Mountain）是南極洲的山峰，位於東部南極洲的毛德皇后地，屬於穆利格-霍夫曼山脈的一部分，現時受南極條約體系管理。
72°0′S 4°55′E / 72.000°S 4.917°E